# Skipalong Rosenbloom
Skipalong Rosenbloom è un film del 1951 diretto da Sam Newfield.
È una commedia western statunitense (una satira di Hopalong Cassidy) con Maxie Rosenbloom, Max Baer e Jackie Coogan.

## Produzione
Il film, diretto da Sam Newfield su una sceneggiatura di Eddie Forman e Dean Riesner e un soggetto dello stesso Forman, fu prodotto da Wally Kline per la Willy Kline Enterprises e girato nel ranch di Corriganville a Simi Valley e nei KTTV Studios a Los Angeles, California, dal 7 settembre a metà settembre 1950 e nell'ottobre dello stesso anno (per alcune scene aggiuntive). Il titolo di lavorazione fu The Adventures of Skipalong Rosenbloom.

## Distribuzione
Il film fu distribuito negli Stati Uniti dal 30 aprile 1951 al cinema dalla Eagle-Lion Classics. Fu poi redistribuite con il titolo Square Shooter dalla Wally Kline Enterprises.

## Promozione
Le tagline sono:
- The Funniest Picture of the Year...You'll howl when you see it!
- A ONE-OUNCE BRAIN IN A TEN GALLON HAT!
- With A Gun, A Gal Or A Rope... He's A Dope!